# Robert Best

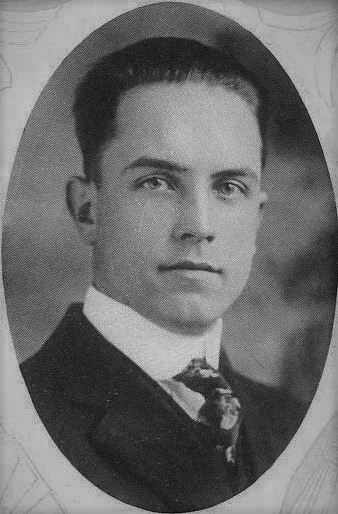
Porträt aus dem Jahr 1914

Robert Henry Best (* 16. April 1896 in Sumter, South Carolina; † 16. Dezember 1952 in Springfield, Missouri) war ein amerikanischer Journalist und Radiopropagandist des Großdeutschen Rundfunks.
Best war Sohn eines methodistischen Wanderpredigers. Nach High School und College-Abschluss trat er während des Ersten Weltkrieges in die United States Army ein und studierte später Journalismus an der Columbia University.

## In Europa
Mit seinem Abschluss 1922 begab er sich mit einem Pulitzer-Forschungsstipendium von 1.500 US-Dollar auf Europareise. Ende des Jahres 1922 erreichte er Wien, ließ sich in der Stadt nieder und arbeitete gelegentlich journalistisch für amerikanische und englische Tageszeitungen. Er war freiberuflicher Korrespondent für United Press.
Nach dem Eintritt der Vereinigten Staaten in den Zweiten Weltkrieg wurde Best in Bad Nauheim zusammen mit anderen US-Journalisten interniert, lehnte allerdings die Repatriierung mit der Begründung ab, dass er eine Österreicherin heiraten wolle. Als weitere Begründung für Bests Zurückbleiben wurde später angegeben, dass er als Mediator tätig sein wollte, sobald Adolf Hitler den Krieg gewonnen hätte.
Vom Nationalsozialismus zunehmend überzeugt, bat er 1941 das Berliner Propagandaministerium, über deutsche Radiokanäle in die USA senden zu können, was ihm kurz darauf an der Seite von William Joyce ermöglicht wurde. Im April 1942 begann er mit seinen Radiosendungen. Der Süd-Carolina-Akzent von „Mr. Guess-Who“ wurde durch die Alliierten in 300 Radiosendungen erfasst. Best sparte nicht an drastischen Formulierungen. Er sprach von den „Paranoiden im Weißen Haus“, dem „Clown Churchill“, der „bolschewistischen Bestie“ und in Anspielung auf Roosevelts New Deal vom „Jew Deal“.

## Nachkriegszeit
Die britische Armee nahm Best am 29. Januar 1946 in Österreich gefangen und übergab ihn der US Army. Am 14. Dezember 1946 wurde er in die USA gebracht, wo er bereits 1943 in Abwesenheit wegen Landesverrats angeklagt worden war. Im Prozess, der 1948 in Boston endete, verzichtete Best auf einen Verteidiger und gab die Autorschaft der dort abgespielten Radioaufzeichnungen zu. In seiner Wohnung in Wien hatte die US Army Texte und Aufnahmen seiner Radiosendungen für das NS-Regime gefunden. Best, der die Absicht des Landesverrats geleugnet hatte, wurde zu Lebenslanger Freiheitsstrafe und 10.000 US-Dollar Geldstrafe verurteilt.
Im Juli 1950 kam es zum Berufungsverfahren, in dem das Urteil des Bezirksgerichts bestätigt wurde. Der oberste Gerichtshof lehnte Ende Februar 1951 eine Anhörung im Fall Best ab. Best starb im folgenden Jahr nach einer Hirnblutung in einem Medical Detention Center in Springfield, Missouri.